# Europäische Jugendschwimmmeisterschaften 1969
Die 2. Europäischen Jugendschwimmmeisterschaften wurden vom 15. bis zum 17. August 1969 im Stadionbad in der österreichischen Hauptstadt Wien ausgetragen. Teilnahmeberechtigt waren Jungen und Mädchen der Jahrgänge 1954 und jünger, gemeldet wurden 330 Aktive aus 26 Ländern. Als erfolgreichste Nation ging die DDR mit 22 Medaillen aus den Meisterschaften hervor, Gabriele Wetzko (DDR) und Andrea Gyarmati (Ungarn) waren mit jeweils zwei Titelgewinnen und einer Silbermedaille die erfolgreichsten Teilnehmerinnen.

## Teilnehmer
Bundesrepublik Deutschland
- Fräulein Eister (Brust)
- Fräulein Koch (Schmetterling)
- Walter Kusch
- Udo Lenarczyk
- Silke Pielen
- Ursula Römer
- Fräulein Späte (Rücken)
- Dirk Stabenow

 Deutsche Demokratische Republik
- Sylvia Becker (DHfK Leipzig)
- Dietmar Brandt (Einheit Dresden)
- Hans-Ulrich Boës (SC Magdeburg)
- Sylvia Eichler (Einheit Dresden)
- Andrea Eife (Dynamo Berlin)
- Axel Freudenberg (SC Karl-Marx-Stadt)
- Harald Gampe (Dynamo Berlin)
- Christine Hilger (Empor Rostock)
- Klaus Hippler (SC Magdeburg)
- Barbara Hofmeister (DHfK Leipzig)
- Marina Janicke (TSC Berlin)
- Thomas Jordan (Dynamo Berlin)
- Irina Klabuhn (TSC Berlin)
- Hans Lieberum (Einheit Dresden)
- Bernd Lieske (TSC Berlin)
- Karin Neugebauer (DHfK Leipzig)
- Heiner Pohl (SC Magdeburg)
- Lutz Pohle (Einheit Dresden)
- Hannelore Putz (Turbine Erfurt)
- Detlef Rahnfeld (DHfK Leipzig)
- Brigitte Schuchardt (Turbine Erfurt)
- Carola Schulze (TSC Berlin)
- Evelyn Stolze (Dynamo Berlin)
- Frank Taubert (Einheit Dresden)
- Udo Wendlandt (ASK Rostock)
- Gabriele Wetzko (DHfK Leipzig)
- Ralf Ziegler (Vorwärts Brandenburg)

## Ergebnisse

### Jungen
| Disziplin            | Gold                  | Silber           | Bronze                  |
| -------------------- | --------------------- | ---------------- | ----------------------- |
| 100 m Freistil       | Jorge Comas           | Attila Császári  | Roger van Hamburg       |
| 400 m Freistil       | Roger van Hamburg     | Attila Császári  | Jorge Comas             |
| 1500 m Freistil      | Roger van Hamburg     | Axel Freudenberg | Lutz Pohl               |
| 100 m Rücken         | Predrag Miloš         | Nenad Miloš      | Pierre Baehr            |
| 200 m Rücken         | Massimo Nistri        | Predrag Miloš    | Nenad Miloš             |
| 100 m Brust          | Alexander Poljakow    | Pedro Balcells   | Walter Kusch            |
| 200 m Brust          | András Hargitay       | Heiner Pohl      | Pedro Balcells          |
| 100 m Schmetterling  | Udo Lenarczyk         | Piotr Dłucik     | Attila Császári         |
| 200 m Schmetterling  | Wladimir Schestopalow | Harald Gampe     | Dirk Stabenow           |
| 200 m Lagen          | András Hargitay       | Jorge Comas      | Dietmar Brandt          |
| Wasserspringen (3 m) | Hans Lieberum         | Paolo Nicoletti  | Walentin Chaschtschenko |

### Mädchen
| Disziplin            | Gold                | Silber              | Bronze              |
| -------------------- | ------------------- | ------------------- | ------------------- |
| 100 m Freistil       | Gabriele Wetzko     | Andrea Gyarmati     | Carola Schulze      |
| 400 m Freistil       | Gabriele Wetzko     | Karin Neugebauer    | Novella Calligaris  |
| 800 m Freistil       | Karin Neugebauer    | Novella Calligaris  | Andrea Eife         |
| 100 m Rücken         | Andrea Gyarmati     | Barbara Hofmeister  | Tatjana Tschumakowa |
| 200 m Rücken         | Barbara Hofmeister  | Tatjana Tschumakowa | Christine Hilger    |
| 100 m Brust          | Ljubow Russanowa    | Nina Petrowa        | Brigitte Schuchardt |
| 200 m Brust          | Ljubow Russanowa    | Nina Petrowa        | Brigitte Schuchardt |
| 100 m Schmetterling  | Andrea Gyarmati     | Gabriele Wetzko     | Zsuzsa Tóth         |
| 200 m Schmetterling  | Evelyn Stolze       | Sylvia Eichner      | Ursula Römer        |
| 200 m Lagen          | Brigitte Schuchardt | Evelyn Stolze       | Nina Petrowa        |
| Wasserspringen (3 m) | Alla Selina         | Tetjana Schtyrjowa  | Ulrika Knape        |

## Medaillenspiegel
| Platz | Land           | Gold | Silber | Bronze | Gesamt |
| ----- | -------------- | ---- | ------ | ------ | ------ |
| 1.    | DDR            | 7    | 8      | 7      | 22     |
| 2.    | Sowjetunion    | 5    | 4      | 3      | 12     |
| 3.    | Ungarn         | 4    | 3      | 2      | 9      |
| 4.    | Niederlande    | 2    | 0      | 1      | 3      |
| 5.    | Spanien        | 1    | 2      | 2      | 5      |
| 6.    | Jugoslawien    | 1    | 2      | 1      | 4      |
| 6.    | Italien        | 1    | 2      | 1      | 4      |
| 8.    | BR Deutschland | 1    | 0      | 3      | 4      |
| 9.    | Polen          | 0    | 1      | 0      | 1      |
| 10.   | Frankreich     | 0    | 0      | 1      | 1      |
| 10.   | Schweden       | 0    | 0      | 1      | 1      |

## Nachweise
- Federación Española de Natación: Anuario 1970. S. 107–109 (online).
- EM der künftigen Olympiakämpfer. In: Berliner Zeitung vom 13. August 1969, S. 6.
- 1969 European Junior Swimming Championships. In: intersportstats.com (englisch).